# Привільне (станція)
Привільне — проміжна залізнична станція 5-го класу Криворізької дирекції Придніпровської залізниці на магістральної лінії Мерефа — Херсон (на 247 км магістралі), на ділянці Апостолове — Нижньодніпровськ-Вузол між станціями Сурське (227 км магістралі) та Рясна (267 км магістралі). Розташована у селищі Надіївці Дніпровського району Дніпропетровської області. Поруч зі станцією пролягає автошлях регіонального значення Р80.

## Історія

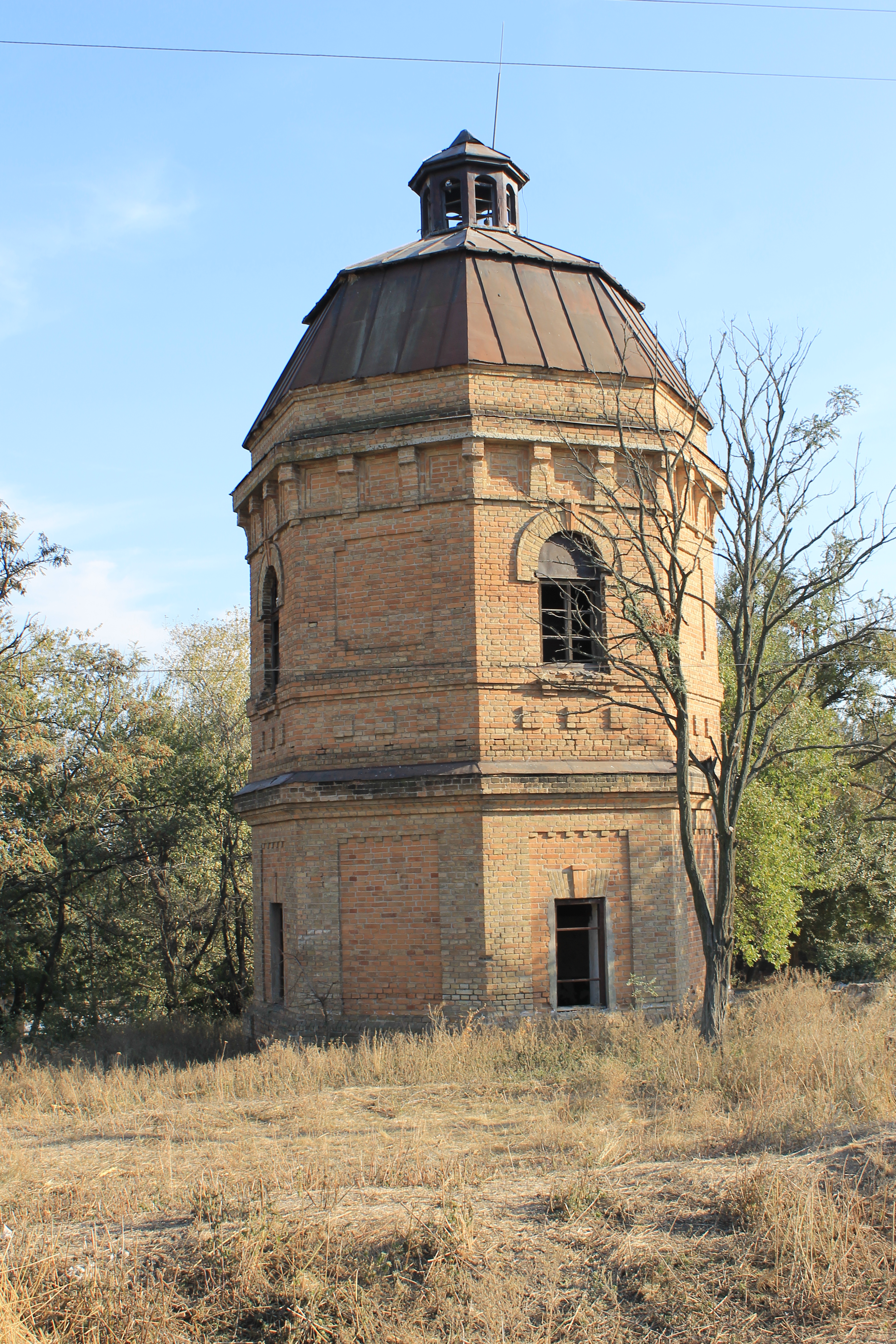
Водонапірна вежа

Станція відкрита у 1932 році. Комплекс будівель залізничної станції Привільне споруджений у 1910—1929 роках, який розташований на східній околиці селища Надіївка (до 2016 року — Жданове). Назву отримала від села однойменного села (за 4 км на південний захід від Надіївки), а саме село напевно отримало назву від Привільного степового ландшафту — ковилової цілини, повністю освоєною вже за радянських часів. Належить до типу станцій, споруди яких розташовані з одного боку колій. Крім будівель, які є невід'ємною складовою пам'ятки (будівля станції, два житлові будинки, станційний туалет, водонапірна вежа), до пристанційного комплексу входить низка службових будівель, що не мають історико-культурної цінності і не впливають на її візуальне сприйняття. Станція Привільне розпочала свою розбудову на початку ХХ століття із будівництва житлових будинків залізничників, допоміжних службових і господарських споруд пристанційного селища. Подальшому розвитку завадила спочатку Перша світова війна, а потім і військові події часів Української революції( 1917—1921). Лише у 1932 році станція на лінії Апостолове — Дніпропетровськ-Південний (нині — Дніпро-Лоцманська) була введена в експлуатацію. До початку 2010-х років станція Привільне на лінії Апостолове — Нижньодніпровськ-Вузол дійшла без значних змін та перебуває у задовільному технічному стані.
Корпуси станції:
Корпус № 1. Будівля станції  — цегляна, на невисокому бутовому цоколі, одноповерхова, під вальмовим дахом, прямокутна в плані, розміщується видовженими фасадами паралельно до колій. Фасади пофарбовані охристим кольором із виділенням декору білим. Цоколь — сірий, оштукатурений щільним шаром із «рваною» фактурою поверхні. Чільним (південно-східним) фасадом корпус зорієнтований у бік перону, при цьому його композиція несиметрична — з центральним  триосьовим ризалітом із парадним входом, і з бічними п'яти- та чотириосьовими частинами. Протилежний (північно-західний) фасад натомість має симетричну композицію — з центральним ризалітом у три осі віконних прорізів і бічними чотириосьовими частинами, в одній з яких знаходиться додатковий вхід (це дещо порушує центральноосьову симетрію фасаду). Ще один вхід розташовується в одноосьовому південно-західному торцевому фасаді, а протилежний торець — двоосьовий, при цьому прорізи зроблені у вигляді ніш (псевдовікон). Видовжені фасади декоровані рівноцінно, зорово членуючись лопатками у міжвіконних простінках. Елементами декорування будівлі виступає фактурний рельєф кам'яного цокольного мурування, цегляний декор першого поверху із використанням гуртів, підвіконь, лопаток, замкового каміння, профільованого карнизу.
Корпус № 2. Житловий будинок — цегляний, одноповерховий, на бутовому цоколі, під вальмовим дахом, має слабковиражену П-подібну форму з симетрично розташованими крилами з двоосьовими фасадами, спрямованими у бік колій. Розташовується на південний захід від корпусу № 1, в опорядженні зелених насаджень та чагарників, видовженими фасадами паралельно до залізничних колій. Симетричну об'ємно-планувальну композицію корпусу порушує низка різногабаритних дисонуючих утилітарних прибудов, що потребують демонтажу. Південно-східний фасад, орієнтований у бік залізничних колій, тридільний, із виступаючими бічними двоосьовими ризалітами та центральною заглибленою частиною. Протилежний фасад — однодільний, симетричний, десятиосьовий, із бічними здвоєними віконними прорізами. Торцеві фасади — одноосьові, розчленовані по вертикалі лопатками. Будівля декорована гарно проробленим цегляним декором, з використанням гуртів, лопаток, опорядження віконних і дверних прорізів. 
Корпус № 3. Житловий будинок розміщується на південний захід від корпусу № 2, завершуючи пристанційний комплекс. Одноповерховий, на бутовому цоколі, під вальмовим дахом. Композиційно та декоруванням відповідає корпусу № 2, але на відміну від нього бічні двоосьові крила спрямовані у протилежній бік від колій. Розташовується на одній осі з корпусом № 2, відокремлюючись від нього господарськими спорудами та огородженням ділянки.
Корпус № 4. Станційний туалет розташовується на південний захід від будівлі станції, між нею та корпусом № 2. Одноповерховий, цегляний, на бутовому цоколі, пофарбований, як і попередні корпуси: цоколь — сірого кольору, стіни — жовто-охристого, декор — білого. Прямокутний у плані невеликий об’єм видовженими фасадами розміщений паралельно до колій. Фасади двоосьові, при цьому прорізи мають вигляд псевдовікон. На поперечних одноосьових фасадах розташовуються входи до приміщень туалету. Об'ємно-планувальна композиція — симетрична, відповідає функціональному призначенню споруди. Двоскатний дах, перекритий шифером, утворює на торцях трикутні шпилі. Декорування фасадів аналогічне до інших корпусів комплексу. 
Корпус № 5. Водонапірна вежа — двоярусна, восьмигранна, цегляна, на цегляному цоколі, завершується над широким профільованим карнизом — шатром складної форми, яке увінчане світловим підбанником, перекритим майже пологою банею. На протилежних одноосьових гранях розташовані декоровані прорізи — прямокутні на першому ярусі та арочні на другому. Водонапірна вежа зараз не функціонує, її замінила новозведена вежа на півночі, але, незважаючи на це, через своє окреме розташування на підвищеній місцевості, висотні габарити, якісну проробку цегляного декору та збереженість, первісна вежа станції є головним акцентом пам'ятки. Комплекс залізничної станції Привільне – один із небагатьох комплексів, який зберіг не тільки планувальну структуру, але й більшість пристанційних споруд у задовільному стані. Будівлі зведені в еклектиці з використанням елементів раціонального модерну.

## Пасажирське сполучення
На станції зупиняються приміські поїзди сполученням Дніпро-Лоцманська — Апостолове.
| Рух приміських поїздів по станції Привільне |                                |                          |
| №                                           | Маршрут сполучення             | Періодичність курсування |
| 6402                                        | Апостолове — Дніпро-Лоцманська | Щоденно                  |
| 6405                                        | Дніпро-Лоцманська — Апостолове | Щоденно                  |
| 6408                                        | Апостолове — Дніпро-Лоцманська | Щоденно                  |
| 6409                                        | Дніпро-Лоцманська — Апостолове | Щоденно                  |

### Історія пасажирського сполучення
| Роки      | Хронологічні відомості |
| --------- | --- |
| 1929—1930 | Поштово-вантажно-пасажирський поїзд від рос. «Укржелдор», який курсував під час будівництва дільниці Зустрічний — Апостолове, поштово-пасажирський поїзд № 81/82 Апостолове — Дніпропетровськ                                                             |
| 1932—1933 | Поштово-пасажирський поїзд № 81/82 Лоцманська — Херсон, приміський поїзд № 65/66 Лоцманська — Лошкарівка |
| 1934—1941 | Поштово-пасажирський № 81/82 Лоцманська — Херсон, приміські поїзди: № 65/66 Лоцманська — Лошкарівка, № 67/68 Лоцманська — Привільне |
| 1945—195х | Пасажирський поїзд № 63/64 Лоцманська — Херсон |
| 195х—1964 | Пасажирський поїзд № 285/286 Лоцманська — Херсон |
| 1967—1975 | Пасажирський поїзд № 285/286 Лоцманська — Апостолове |
| 1975—1985 | Пасажирський поїзд № 665/666 Дніпропетровськ — Одеса |
| 1985—1996 | Приміські поїзди № 6421/6422 Дніпропетровськ — Привільне (іноді Зустрічний — Привілье), № 6419/6418 Дніпропетровськ — Єлізарове, № 6403/6406, № 6407/6408, № 6409/6412 Дніпропетровськ — Лошкарівка; пасажирський поїзд № 629/630 Дніпропетровськ — Одеса |
| 1997—2000 | Пасажирський поїзд № 641/642 Дніпропетровськ — Апостолове |
| 2000—2002 | Приміські поїзди: № 6403/6406, № 6407/6408, № 6409/6412 Дніпропетровськ — Лошкарівка, № 6413/6402 Дніпропетровськ — Апостолове |
| 2002—2003 | Приміські поїзди № 6403/6406, № 6407/6408, № 6409/6412 Дніпропетровськ — Лошкарівка, пасажирський поїзд № 629/630 Дніпропетровськ — Миколаїв |
| 2004—2017 | Приміські поїзди № 6403/6406, № 6405/6408, № 6409/6402 Дніпропетровськ — Апостолове, № 6407/6404 Дніпропетровськ — Кривий Ріг (по станціям Дніпропетровськ-Південний — Апостолове — Кривий Ріг)                                                           |
| 2017—2018 | Приміські поїзди: № 6403/6406, № 6405/6408, № 6409/6402 Дніпро — Апостолове, № 6407/6404 Дніпро — Кривий Ріг (Дніпро-Лоцманська — Апостолове — Кривий Ріг-Головний)                                                                                       |
| 2018—2023 | Приміські поїзди № 6405/6408, № 6409/6402 Дніпро — Апостолове |